# Epipagis togalis
Epipagis togalis là một loài bướm đêm trong họ Crambidae.